# Elecciones parlamentarias de Finlandia de 1975
Las elecciones parlamentarias de Finlandia fueron realizadas entre el 21 y 22 de septiembre de 1975.

## Contexto
El gobierno socialdemócrata del Primer ministro Kalevi Sorsa finalizó con su dimisión en junio de 1975. Su renuncia se debió a desacuerdos internos sobre las formas de combatir la recesión económica en Finlandia, que fue causado por la crisis del petróleo de 1973, y por el aumento del gasto público y de los impuestos por parte del gobierno. Los Socialdemócratas y el Partido de Centro también discreparon en política regional sobre la extensión sobre las medidas, en la cual el gobierno nacional debería de redistribuir el poder y los impuestos en las ciudades, pueblos y provincias administrativas.
El entonces Presidente Urho Kekkonen, se mostraba gradualmente insatisfecho con el desempeño del Primer ministro Sorsa, del Ministro de Finanzas Johannes Virolainen y del Ministro de Asuntos Exteriores Ahti Karjalainen: o si bien no eran competentes, diligentes o bastante osados, desperdiciaron mucho tiempo en disputas partidistas, o (especialmente en el caso de Virolainen) sus capacidades y comprensión de política exterior no fueron lo suficientemente satisfactorias. A pesar de que Helsinki fue sede de la Conferencia sobre la Seguridad y la Cooperación en Europa (CSCE) hacia finales de junio y comienzos de agosto de 1975, Kekkonen no se preocupó sobre el efecto posiblemente negativo de la imagen internacional de Finlandia, al tener un gobierno interino. En ello, designó al socialdemócrata Keijo Liinamaa como Primer ministro, quién era el mediador de las disputas laborales del gobierno.

## Campaña
Los partidos de oposición hicieron campaña con diversos eslóganes; la Liga Democrática Popular afirmó ser partidarios leales de la política exterior de Kekkonen  hacia la Unión Soviética y que iban a ser defensores más fieles hacia la clase obrera que los socialdemócratas; Coalición Nacional prometió a los votantes bajos impuestos y mayor seguridad; el Partido Rural Finlandés condenó amargamente a Kekkonen, a quién lo acusaban de mantener una supuesta presidencia autoritaria, y su política exterior ''servil'' hacia la Unión Soviética.
El Partido Popular Constitucional de corte derechista, acusó a Kekkonen de violar el espíritu de la Constitución por forzar Parlamento a reelegirlo como Presidente mediante una ley excepcional en 1973, y los Demócratas Cristianos mantuvieron su rechazo hacia aborto, la pornografía, la venta de cerveza en tiendas de abarrotes, y la burla pública de los valores cristianos.

## Resultados
| Partido                                               | Votos     | %    | Escaños | +/–   |
| ----------------------------------------------------- | --------- | ---- | ------- | ----- |
| Partido Socialdemócrata                               | 683.590   | 24.9 | 54      | –1    |
| Liga Democrática del Pueblo Finlandés                 | 519.483   | 18.9 | 40      | +3    |
| Coalición Nacional                                    | 505.145   | 18.4 | 35      | +1    |
| Partido del Centro                                    | 484.772   | 17.6 | 39      | +4    |
| Partido Popular Sueco                                 | 128.211   | 4.7  | 9       | 0     |
| Liberales                                             | 119.534   | 4.3  | 9       | +2    |
| Partido Rural Finlandés                               | 98.815    | 3.6  | 2       | –16   |
| Demócratas Cristianos                                 | 90.599    | 3.6  | 9       | +5    |
| Partido de Unidad Popular                             | 45.402    | 1.7  | 1       | Nuevo |
| Partido Popular Constitucional                        | 43.344    | 1.6  | 1       | Nuevo |
| Partido de los Empresarios Finlandeses                | 11.475    | 0.4  | 0       | Nuevo |
| Coalición Åland                                       | 9.482     | 0.3  | 1       | 0     |
| Partido de los Trabajadores Socialistas               | 9.457     | 0.3  | 0       | Nuevo |
| Otros                                                 | 509       | 0.0  | 0       | –     |
| Votos en blanco/nulos                                 | 11.405    | –    | –       | –     |
| Total                                                 | 2.761.223 | 100  | 200     | 0     |
| Participación electoral                               | 3.741.460 | 73.8 | –       | –     |
| Fuente: Tilastokeskus 2004, Suomen virallinen tilasto |           |      |         |       |

## Consecuencias
La formación de un gobierno resultó ser bastante laboriosa, en medio de una recesión cada vez más profunda y tras unas elecciones inconclusivas. El histórico político centrista Martti Miettunen finalmente logró, por medio de un enérgico discurso televisado, en formar un gobierno de ''emergencia'' con mayoría centroizquierdista en noviembre de 1975. El gobierno duró hasta septiembre de 1976, cuándo los socialdemócratasy la Liga Popular Democrática lo abandonaron. Posteriormente Miettunen formaron un gobierno minoritario de centro.